# Parafia Niepokalanego Poczęcia Najświętszej Maryi Panny w Grzybnie
Parafia Niepokalanego Poczęcia Najświętszej Maryi Panny w Grzybnie – rzymskokatolicka parafia w Grzybnie. Należy do dekanatu kartuskiego znajdującego się w diecezji pelplińskiej. Erygowana w 2000 roku.  

## Proboszczowie
- ks. kan. Wojciech Klawikowski (2013–2024)[3]
- ks. Grzegorz Kudelski (2024– )[1]

## Obszar parafii
Do parafii należą wsie: Bielawy, Brzeziny, Grzybno, Kobysewo, Melgrowa Góra, Pieciska, Sarnowo, Szarłata, Ucisk.